# Orjaku
Orjaku (Duits: Orjak) is een plaats in de Estlandse gemeente Hiiumaa in de gelijknamige provincie. De plaats heeft de status van dorp (Estisch: küla). Het is een van de vier dorpen op het eiland Kassari, dat ten zuiden van het grotere eiland Hiiumaa ligt.
Tot in oktober 2017 behoorde het eiland Kassari tot de gemeente Käina. In die maand werden de vier gemeenten van de provincie Hiiumaa samengevoegd tot één gemeente Hiiumaa.

## Bevolking
Het dorp had 74 inwoners op 31 december 2011 en 75 inwoners op 31 december 2021.

## Ligging
Het dorp ligt aan de westkant van het eiland en bij de westelijkste van de twee dammen die Kassari met Hiiumaa verbinden. De baai ten westen van de dam heet Baai van Jausa. Het schiereiland aan die kant, dat Reigilaid of Reigi poolsaar heet, hoort bij Orjaku. Het dorp heeft een haven.

## Geschiedenis
Orjaku werd al in 1254 genoemd als Oryocko of Oriwocko. In 1565 werd de plaats genoemd als dorp onder de naam Oryack. In 1603 werd Orjaku een landgoed. Het was achtereenvolgens in handen van de families Wrangel, de la Gardie en von Gernet. In 1821 kwam het landgoed in handen van Karl Magnus de la Gardie, die ook eigenaar van het landgoed van Emmaste was. Vanaf dat moment was Orjaku een ‘semi-landgoed’ (Duits: Beigut, Estisch: poolmõis), een landgoed dat deel uitmaakt van een groter landgoed, in dit geval Emmaste. De laatste eigenaar voordat Emmaste en Orjaku in 1919 door het onafhankelijk geworden Estland werden onteigend, was Alexander von Hoyningen-Huene.
Pas in de jaren twintig van de 20e eeuw werd opnieuw een plaats Orjaku genoemd. In 1939 kreeg ze de status van dorp. In 1977 werd het buurdorp Mereküla bij Orjaku gevoegd.
Het landhuis van het landgoed is in de jaren twintig en dertig van de 20e eeuw gesloopt om te worden verwerkt tot bouwmateriaal voor andere bouwwerken. Enkele bijgebouwen en de toegangspoort zijn bewaard gebleven.

## Foto's

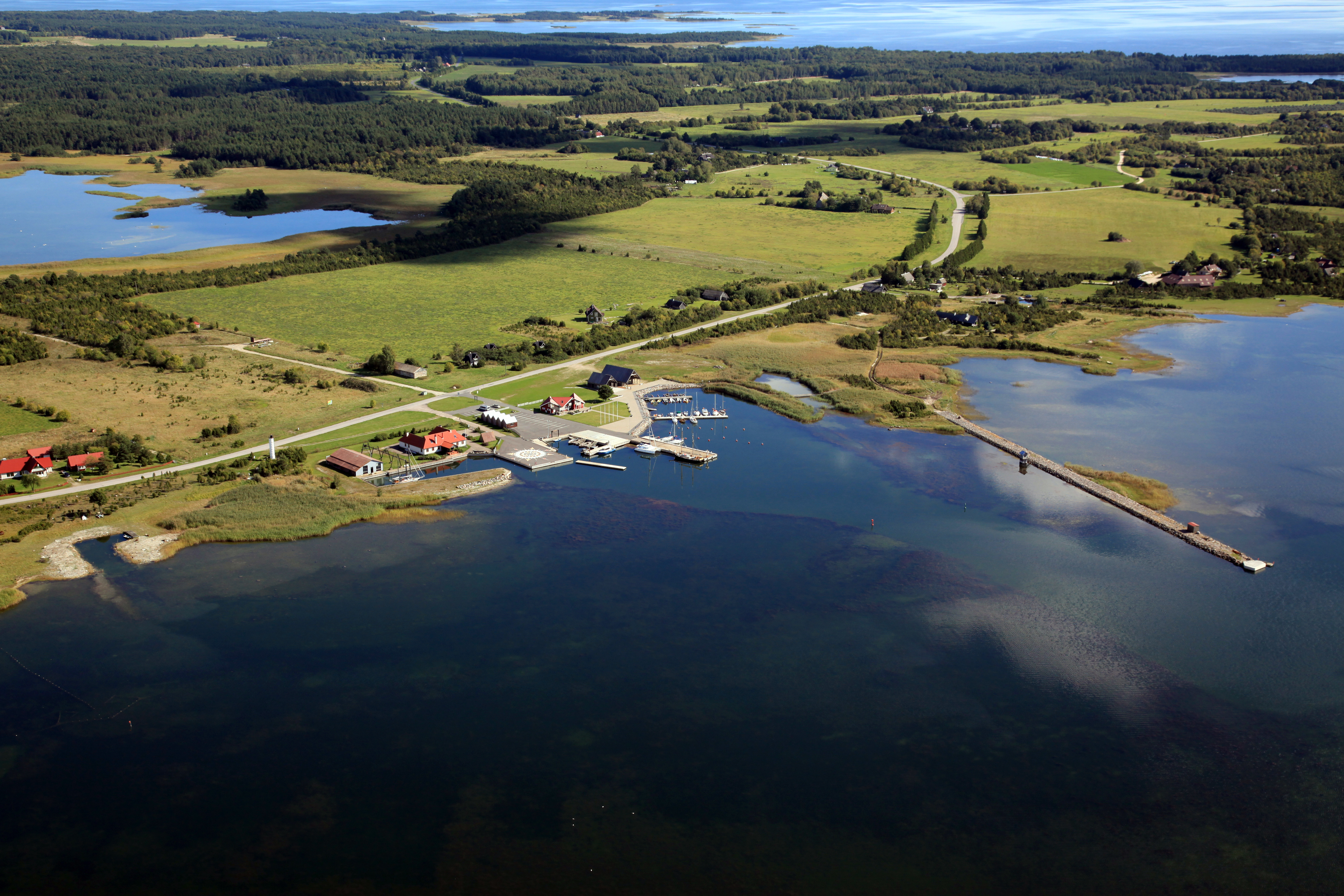
Luchtfoto van de haven
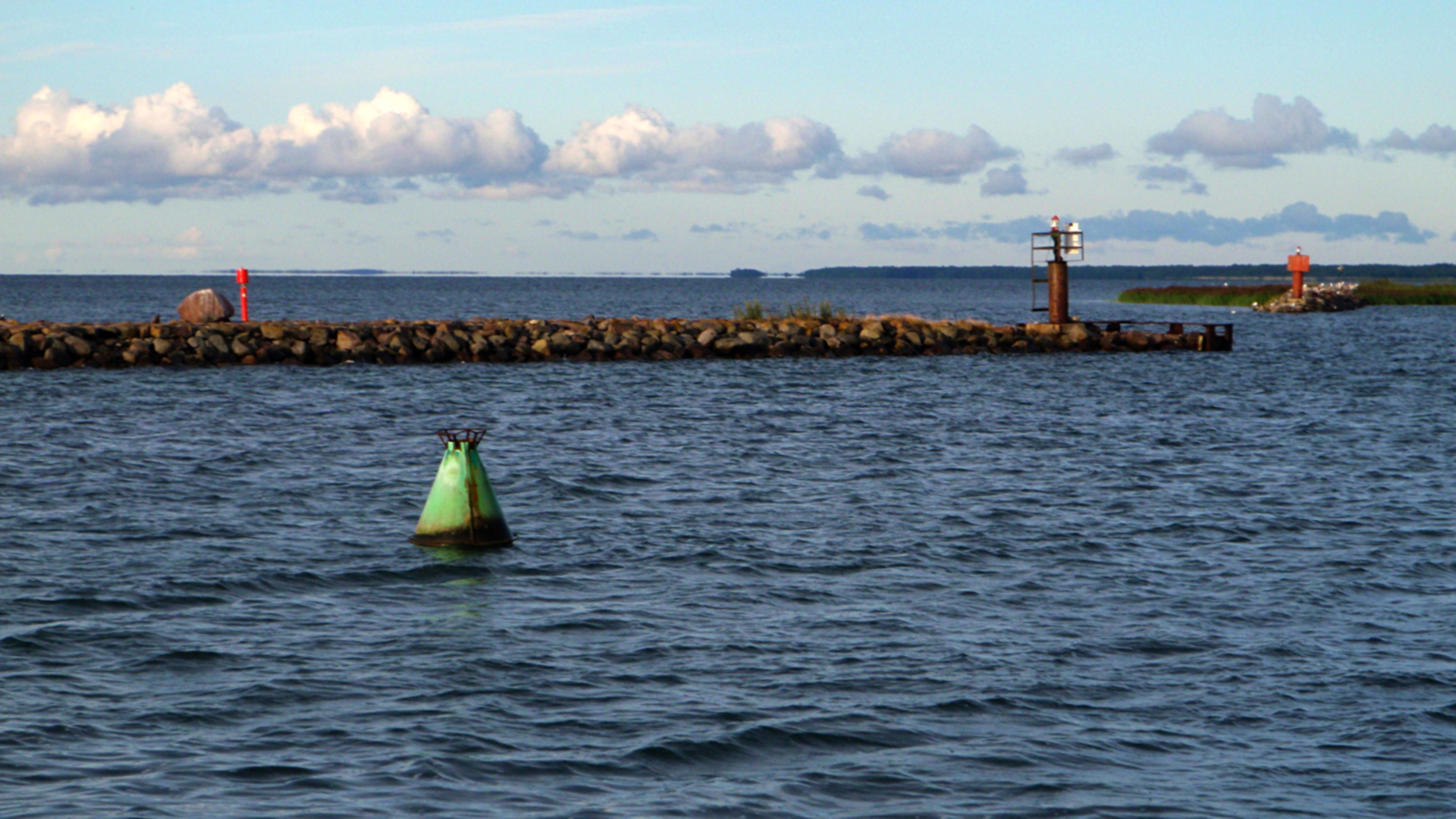
De haven van Orjaku
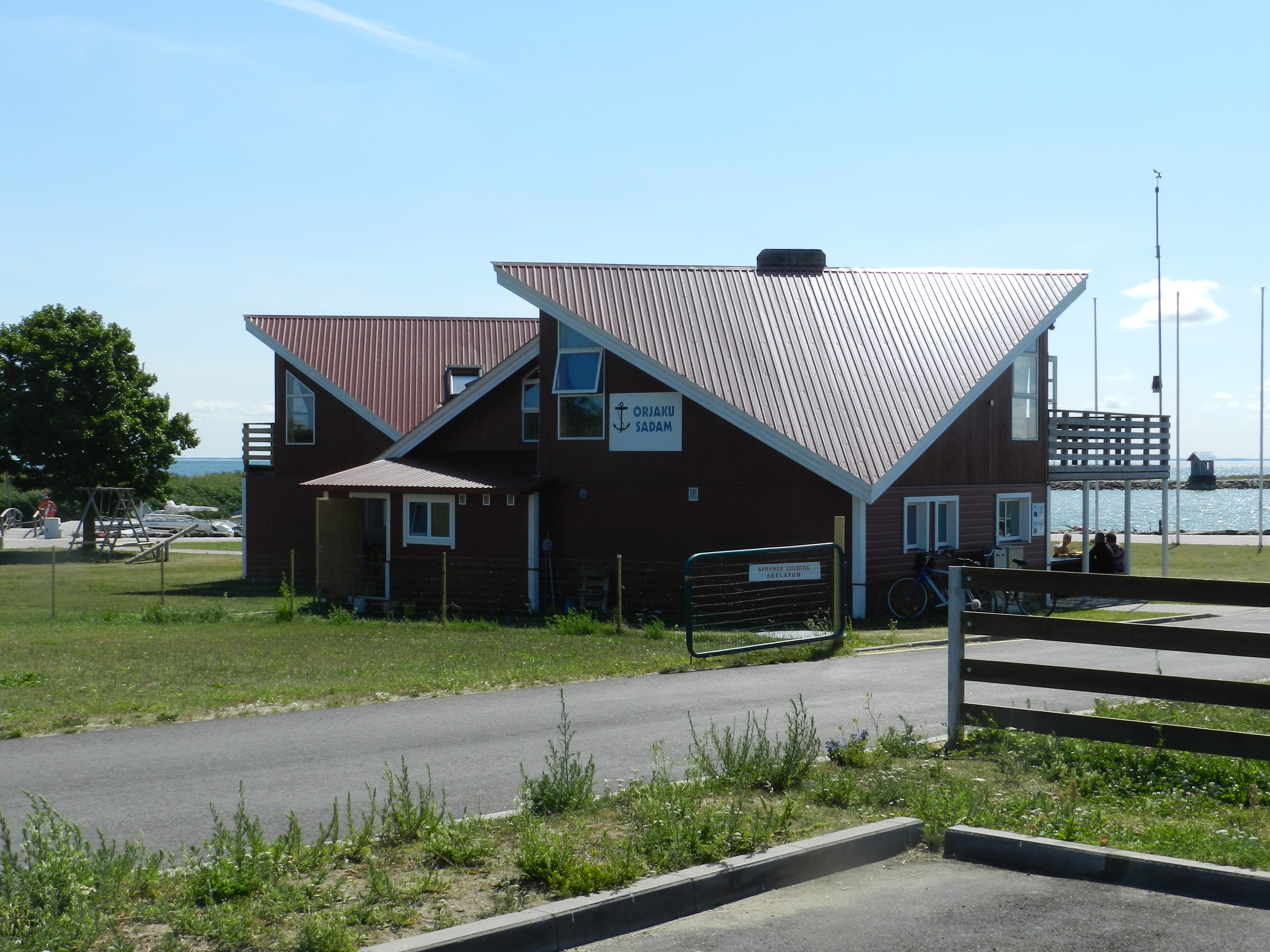
Café bij de haven
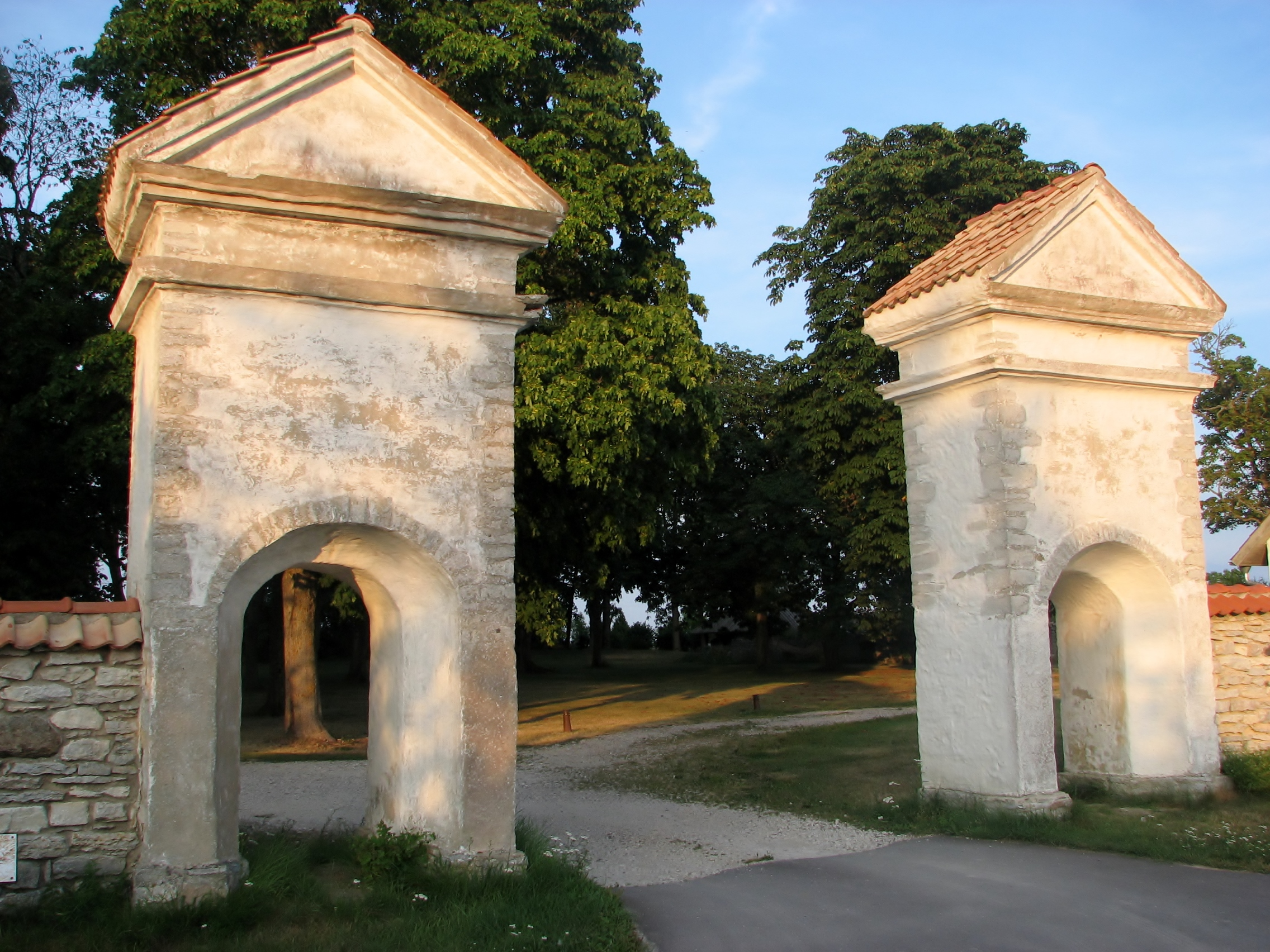
Toegangspoort tot het park rond het vroegere landhuis
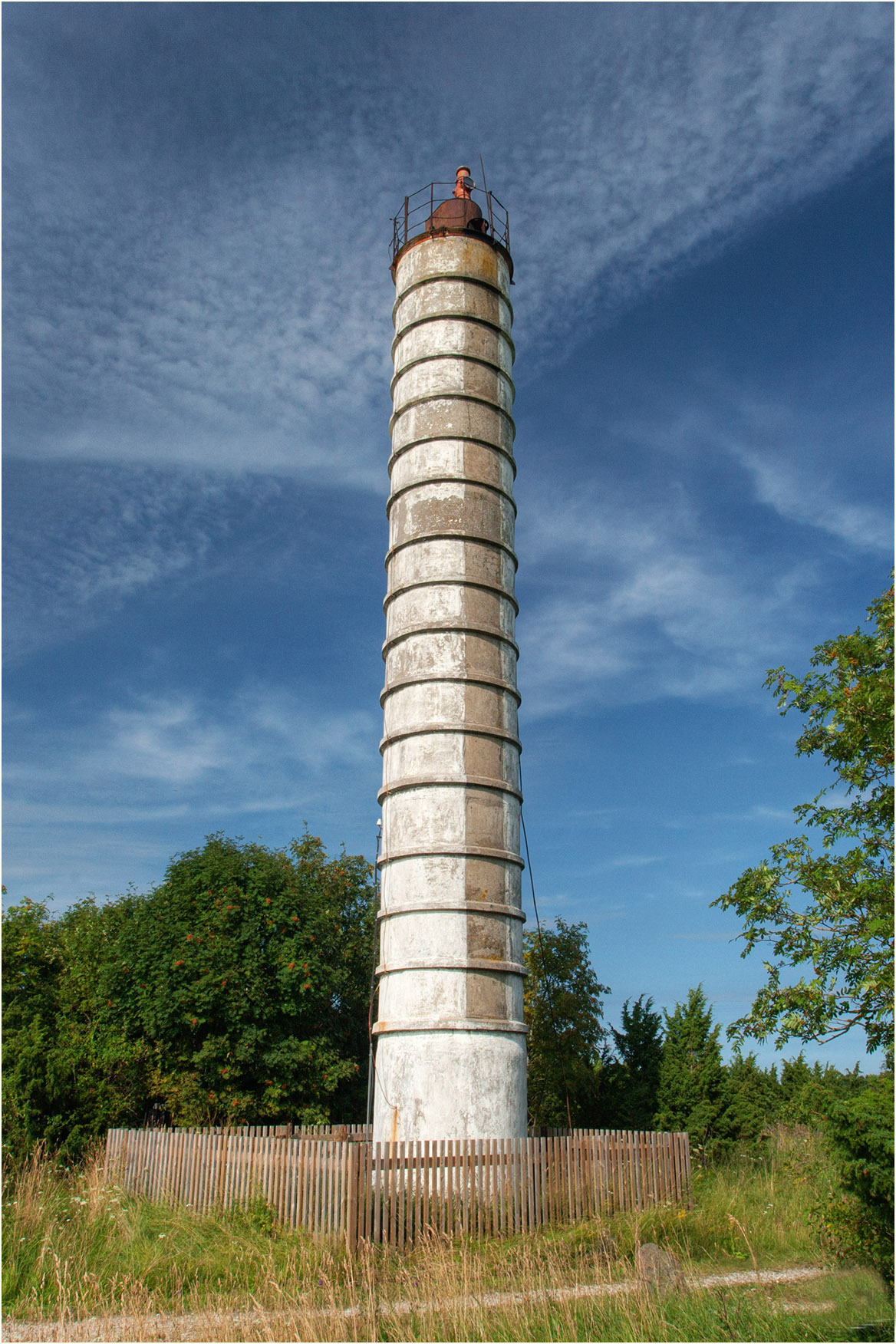
Lichtbaken aan de kust